# Mujer, casos de la vida real
Mujer, casos de la vida real (no Brasil: Casos da Vida Real) foi uma série de televisão mexicana produzida pelo Televisa entre 7 de fevereiro de 1986 e 2007. A cada episódio o programa abordava histórias reais sobre problemas comuns como: desilusões amorosas, delinquência, traições, maus tratos, diferentes abusos físicos e psicologísticos, incesto, prostituição, violência doméstica, entre outros.

## Histórico
No decorrer dos primeiros anos, o programa conduzido por Silvia Pinal apresentou muitas histórias de amor, alegres e leves. A suavidade do programa era necessária na década de 80, tendo em vista que temas violentos não eram debatidos na televisão mexicana.
Com a entrada dos anos 90, no entanto, a série ousou tratar de temas mais arriscados, apresentando casos de aborto, abuso infantil, sequestro, homossexualidade, incesto, prostituição, vandalismo, câncer, AIDS e muitos outros. Tais mudanças levou o programa a discutir temas que normalmente se mantinham longe da opinião pública.
Durante todo o tempo que ficou no ar, mais de 20 anos, a série manteve ótimos números de audiência,

## Elenco
Com um elenco dinâmico, a cada episódio apresentava novos artistas. Em algumas ocasiões convidavam os protagonistas reais dos casos expostos para dar um testemunho de maneira anônima, ou até mesmo, revelando sua identidade. Sem embargo, o programa foi também uma plataforma de lançamento a atores em início de carreira ou retornando ao cenário artístico. Alguns artistas que mais se destacaram nas artes cênicas e que já passaram pela série são:
| ARTISTA         | ANO  | EPISÓDIO                          |
| --------------- | ---- | --------------------------------- |
| Irán Castillo   | 1991 | El anzuelo                        |
| Kuno Becker     | 1997 | ¿Que hacen nuestros hijos?        |
| Anahí           | 1997 |                                   |
| Dulce María     | 1998 | Niño Problema                     |
| Valentino Lanus | 2001 | Corazón de puerto                 |
| Alfonso Herrera | 2002 | Aborto                            |
| Ana Layevska    | 2002 | Escandalo                         |
| Daniela Luján   | 2003 | La custodia                       |
| Maya Mishalska  | 2003 | Error de Dios y Hermanas opuestas |

## Temas musicais
Desde o principio o programa era embalado por um som instrumental. Apenas em 2005 estreou o tema musical composto por Eduardo Antonio llamado "Mujer",  e em 2006 Alejandra Guzmán interpretou outro tema de mesmo nome.

## Prêmios

### TVyNovelas
| ANO  | Categoria                           | Programa                     | Resultado |
| ---- | ----------------------------------- | ---------------------------- | --------- |
| 2001 | Melhor programa dramático           | Mujer, casos de la vida real | Ganhador  |
| 2002 | Melhor programa dramático           | Mujer, casos de la vida real | Ganhador  |
| 2006 | Melhor Programa de Comedia ou Serie | Mujer, casos de la vida real | Nominada  |

Prêmios especiais TVyNovelas (México)
- Melhor série transmitida por 5 anos consecutivos (1991): Silvia Pinal.
- Por 10 anos de permanência no ar (1996): Mujer, casos de la vida real.
- Melhor série de conteúdo social (2005) - Mujer, casos de la vida real
- Série com mais tempo de exibição: Mujer, casos de la vida real (2007): Silvia Pinal.

## Exibição no Brasil
Casos da Vida Real estreou nas tardes do SBT em 5 de janeiro de 2004, as 17h30, substituindo Carinha de Anjo.
Apresentado por Silvia Abravanel, o programa apresentava histórias verdadeiras encenadas por atores mexicanos. Cada programa era de acordo com um tema, era uma versão do programa mexicanos Casos de la vida real. O último programa foi exibido no dia 27 de fevereiro de 2004.

## Exibição Internacional
- Argentina
- Brasil
- Chile
- Colômbia
- Paraguai
- Peru
- Uruguai
- Equador
- Venezuela
- México
- Estados Unidos
- Porto Rico
- Cuba
- El Salvador
- Guatemala
- Honduras
- Costa Rica
- República Dominicana
- Espanha
- Nicarágua